# کورولیس‌تسقالی
کورولیس‌تسقالی (به لاتین: Korolistskali) یک رود در گرجستان است که در نزدیکی شهر باتومی واقع شده‌است.